# Silenzio elettorale
Nell’ambito di una votazione, il silenzio elettorale è l'interruzione della campagna elettorale che si effettua in occasione di elezioni (o anche di generiche votazioni, come i referendum) per permettere all’elettore una riflessione sul voto da esprimere. Essa, generalmente è della durata minima di un giorno.

## Nel Mondo

### Italia
In Italia, come tutta la campagna elettorale, è disciplinato dalla legge 4 aprile 1956 n. 212, integrata da interventi successivi. Il silenzio elettorale, in particolare, è disciplinato dall'articolo 9, così come modificato dalla l. 130/1975.
Per effetto di questo articolo, nel giorno precedente e in quelli stabiliti per la votazione sono altresì vietati comizi, riunioni di propaganda elettorale diretta o indiretta in luoghi pubblici o aperti al pubblico ed affissione di stampati, giornali murali o altri manifesti di propaganda (comma 1); inoltre nei giorni destinati alla votazione è vietata ogni forma di propaganda entro il raggio di 200 metri dall'ingresso delle sezioni elettorali (comma 2).

#### Legislazione italiana
(Legge 4 febbraio 1985, n.10 - Conversione in legge, con modificazioni, del decreto-legge 6 dicembre 1984, n. 807, recante disposizioni urgenti in materia di trasmissioni radiotelevisive)

## Motivazione
La ratio di questa regola è che il cittadino, dopo aver ascoltato ed analizzato per molto tempo le proposte fatte e le ragioni esposte dalle varie forze politiche candidate durante la campagna elettorale, abbia almeno un giorno a disposizione per riflettere in tranquillità e decidere a chi consegnare il voto che sta per esprimere.